# Зачатівка (селище, Волноваський район)
Зача́тівка — селище в Україні, у Хлібодарівській сільській громаді Волноваського району Донецької області.

## Географія
Селище Зачатівка розташоване за 98 км від обласного центру та 37 км від районного центру. Територія села межує з Пологівським районом Запорізької області. Найближча залізнична станція — Зачатівська (за 5 км).
Зачатівка — точка на мапі — 470 29/ 48// пн.ш. та 370 08/ 56// сх.д., що на лівому березі річки Мокрі Яли.

## Історія
Вільне й Зачатівка (село) — населені пункти Хлібодарівської сільської територіальної громади Волноваського району Донецької області. Це одні з 40 казенних поселень які були засновані державними селянами, козаками, військовими обивателями й військовими поселенцями з Чернігівської, Харківської й Полтавської губерній та західними однодворцями (у більшості з Київської губернії) у 40-х роках ХІХ ст. на сході Олександрівського повіту Катеринославської губернії (на сьогодні це частина території сучасної Донецької області)
Перші поселенці прибули на місце з Чернігівської губерніїї у 1844 році. Про заселення села є грунтовна інформація у архівах.    

## Населення
За даними перепису 2001 року населення селища становило 668 осіб, з них 74,25 % зазначили рідною мову українську, 25,6 % — російську та 0,15 % — грецьку мову.